# Chehrābād
Chehrābād (persiska: چهر آباد, چِهرِه آباد) är en ort i Iran.   Den ligger i provinsen Zanjan, i den nordvästra delen av landet, 300 km väster om huvudstaden Teheran. Chehrābād ligger 1 450 meter över havet och antalet invånare är 378.
Terrängen runt Chehrābād är kuperad åt sydost, men åt nordväst är den platt.Runt Chehrābād är det ganska glesbefolkat, med 47 invånare per kvadratkilometer. Närmaste större samhälle är Gomeshābād, 17,0 km nordost om Chehrābād. Trakten runt Chehrābād består i huvudsak av gräsmarker.